# Gran Premio motociclistico dell'Ulster 1950
Il Gran Premio dell'Ulster corso il 19 agosto 1950 sul Circuito di Clady, è la quinta gara del motomondiale 1950, e rappresenta la 22ª edizione del GP dell'Ulster.
Furono in gara le quattro classi disputate in singolo, non parteciparono invece i sidecar.
Come l'anno precedente, la particolarità del gran premio fu quella che tutte le categorie corsero contemporaneamente, con il risultato che anche quei piloti abituati a competere in più classi dovettero operare una scelta esclusiva e le classifiche finali della corsa presentano un numero minore di nomi.
Partì per prima la classe 500, seguita a distanza di un minuto l'una dall'altra dalle classi via via di minore cilindrata.

## Classe 500
Al via si presentarono 28 piloti e di questi ne furono classificati 13 al termine della gara.

### Arrivati al traguardo
| Pos. | Pilota           | Moto        | Tempo      | Punti |
| ---- | ---------------- | ----------- | ---------- | ----- |
| 1    | Geoff Duke       | Norton      | 2h 29:15.0 | 8     |
| 2    | Leslie Graham    | AJS         | +57.3      | 6     |
| 3    | Johnny Lockett   | Norton      | +1:39.3    | 4     |
| 4    | Dickie Dale      | Norton      | +3:55.0    | 3     |
| 5    | Jock West        | AJS         | +9:31.0    | 2     |
| 6    | Umberto Masetti  | Gilera      | +13:25.0   | 1     |
| 7    | Nello Pagani     | Gilera      | +13:34.0   |       |
| 8    | Philip Heath     | Norton      | +1 giro    |       |
| 9    | Harry T. Turner  | Norton      | +1 giro    |       |
| 10   | Ernie Barrett    | Norton      | +1 giro    |       |
| 11   | Jim Kentish      | Norton      | +2 giri    |       |
| 12   | Freddy Fairbairn | Vincent-HRD | +2 giri    |       |
| 13   | Ernest Braine    | Norton      | +2 giri    |       |

### Ritirati
| Pilota          | Moto      |
| --------------- | --------- |
| Edward Frend    | AJS       |
| Thomas Byrne    | Triumph   |
| Arthur Wheeler  | Norton    |
| Harry Hinton    | Norton    |
| Wilmot Evans    | Bitza     |
| Gerard Carter   | Norton    |
| Carlo Bandirola | Gilera    |
| Charlie Salt    | Velocette |
| Herbert Meyers  | Norton    |
| Jack Harding    | Norton    |
| George Morrison | Norton    |
| Sidney Lawton   | Rudge     |
| Lennart Fenning | Norton    |
| Harold Daniell  | Norton    |
| Albert Moule    | Norton    |

## Classe 350
Grazie alla vittoria ottenuta Bob Foster su Velocette ottenne anche la certezza matematica del titolo iridato di quest'anno.

### Arrivati al traguardo (classifica parziale)
| Pos. | Pilota         | Moto      | Tempo      | Punti |
| ---- | -------------- | --------- | ---------- | ----- |
| 1    | Bob Foster     | Velocette | 2h 20:55.6 | 8     |
| 2    | Reg Armstrong  | Velocette | +12.4      | 6     |
| 3    | Harry Hinton   | Norton    | +1:15.4    | 4     |
| 4    | Eric McPherson | AJS       |            | 3     |
| 5    | Cecil Sandford | AJS       |            | 2     |
| 6    | Harold Daniell | Norton    |            | 1     |

## Classe 250
Il pilota britannico Maurice Cann si impose sulla sua Moto Guzzi, ripetendo il successo dell'edizione precedente.

### Arrivati al traguardo (classifica parziale)
| Pos. | Pilota           | Moto       | Tempo    | Punti |
| ---- | ---------------- | ---------- | -------- | ----- |
| 1    | Maurice Cann     | Moto Guzzi | 2h 23:41 | 8     |
| 2    | Dario Ambrosini  | Benelli    | +8:22    | 6     |
| 3    | Wilf Billington  | Moto Guzzi | +9:25    | 4     |
| 4    | Arthur Burton    | Excelsior  |          | 3     |
| 5    | David Andrews    | Excelsior  |          | 2     |
| 6    | William Campbell | Excelsior  |          | 1     |

## Classe 125
Al via del Gran Premio si schierarono solamente i tre piloti ufficiali FB Mondial: Leoni, Ruffo e Ubbiali. La gara fu vinta da Ubbiali davanti al suo capo-squadra Bruno Ruffo. Ritirato l'altro concorrente, Gianni Leoni.
A seguito di questo singolare episodio, la Federazione Internazionale decide che non si sarebbero più disputate gare di campionato del mondo con meno di sei piloti alla partenza.

### Classifica
| Pos. | Pilota        | Moto       | Tempo   | Punti |
| ---- | ------------- | ---------- | ------- | ----- |
| 1    | Carlo Ubbiali | FB Mondial | 2h 7:53 | 8     |
| 2    | Bruno Ruffo   | FB Mondial | +1:05   | 6     |